# Казимиро Торес
Казимиро Луис Торес Валдес (Сантијагo, 1. јануара 1906) био је чилеански фудбалер који је играо на месту везног играча и који је представљао чилеански тим на Светском првенству у фудбалу 1930.

## Биографија
Током клупске каријере играо је у чилеанском првенству у клубу Евертон али његов главни подвиг је био што је са чилеанским тимом играо на Светском првенству 1930. године које се играло у Уругвају.

## Национална селекција
Током 1930. године био је члан чилеанске фудбалске репрезентације, учествујући са националном репрезентацијом на Светском првенству 1930. У првом мечу није играо, али се појавио у друга два меча Белих кондора у мечу против Аргентине и Француске.